# Moskenes
Moskenes és un municipi situat al comtat de Nordland, Noruega. Té 1,069 habitants (2018) i la seva superfície és de 118.58 km². El municipi comprèn la zona sud de l'illa de Moskenesøya, al districte de Lofoten. El centre administratiu del municipi és el poble de Reine. Els altres pobles del municipi són Sørvågen, Hamnøy i Å.

## Informació general
El municipi es va establir l'1 de juliol de 1916, quan la zona sud del municipi de Flakstad se'n va separar per esdevenir Moskenes. Inicialment, Moskenes tenia 1306 habitants.
L'1 de gener de 1964, els municipis de Flakstad i Moskenes es van ajuntar, aquest cop sota el nom de «Moskenes». Previ a la fusió, Moskenes tenia 2001 residents i el nou municipi de Moskenes tenia 4068 residents. Aquest nou municipi no va durar molt perquè l'1 de gener de 1976, Flakstad es va separar novament per formar un municipi separat. Això va deixar Moskenes amb 1705 residents.

### Nom
El municipi (originalment la parròquia)rep el nom de l'antiga granja Moskenes ("Muskenes" - 1567), ja que la primera església va ser construïda allí. El primer element probablement es deriva de la paraula mosk/musk que significa «raig de mar» i l'últim element és "nes", que significa «cap». (Vegeu també Moskenstraumen).

### Escut d'armes
L'escut d'armes és d'època moderna. Es va concedir el 12 de setembre de 1986. Les armes mostren un vòrtex espiral blanc sobre fons blau. Els vòrtex o els remolins, com el Moskenstraumen, apareixen al canal, just al sud de l'illa de Moskenes quan entra la marea convertint-la en un canal perillós.

### Esglésies
L'Església de Noruega té una parròquia (sokn) al municipi de Moskenes. Forma part del Denegat de Lofoten, de la Diòcesi de Sør-Hålogaland.
| Parròquia (Sokn) | Nom de l'església    | Localitatzació de l'església | Any de construcció |
| ---------------- | -------------------- | ---------------------------- | ------------------ |
| Moskenes         | Església de Moskenes | Moskenes                     | 1819               |
| Moskenes         | Esglásia de Reine    | Reine                        | 1890               |

## Atraccions
Moskenes es troba entre els municipis més pintorescos de tota Noruega, i els pobles pintorescs de pescadors de Hamnøy, Reine, Sørvågen, Moskenes, Å i Tind tenen un escenari dramàtic de pics irregulars que s'eleven per damunt de Vestfjorden. L'històric Far de Glåpen està situat just a l'est de Sørvågen.
Entre Lofotodden, la punta sud-oest de la cadena de les Lofoten i l'illa de Mosken, hi ha el corrent de marees de Moskenstraumen. És més conegut internacionalment com el Maelstrom, temut per tots els mariners. A la costa aïllada del nord-oest de l'illa també hi ha pintures rupestres interessants de l'Edat de Pedra. La muntanya més alta és Hermannsdalstinden de 1029 m.

## Govern
Tots els municipis de Noruega, incloent Moskenes, són responsables de l'educació primària, els serveis de salut (ambulatoris), els serveis de la tercera edat, l'atur i altres serveis socials, zonificació, el desenvolupament econòmic, i les carreteres municipals. El municipi està regit per un consell municipal de representants elegits, que al seu torn elegeixen un alcalde.

### Ajuntament
El Consell Municipal de Noruega (Kommunestyre) de Moskenes està integrat per 11 representants elegits cada quatre anys. Actualment, la llista de partits és el següent:
| Nom del partit             | Nom en noruec             | Nombre de representants |
| -------------------------- | ------------------------- | ----------------------- |
| Partit Laborista           | Arbeiderpartiet           | 3                       |
| Partit Conservador         | Hoyre                     | 2                       |
| Partit Esquerra Socialista | Sosialistisk Venstreparti | 1                       |
| Llistes locals             | Lokale lister             | 5                       |
| Nombre total de membres    |                           | 11                      |

## Geografia
El municipi de Moskenes es troba a prop de l'extrem sud de l'arxipèlag de Lofoten, a la part sud de l'illa de Moskenesøya. El Vestfjorden es troba a l'est, l'estret de Moskenstraumen es troba al sud, i el mar de Noruega es troba a l'oest. El municipi de Flakstad es troba al nord (al nord de l'illa) i el municipi de l'illa de Værøy es troba al voltant d'uns 20 km (12 milles) al sud.

### Clima
| Dades climàtiques a Reine                | Dades climàtiques a Reine | Dades climàtiques a Reine | Dades climàtiques a Reine | Dades climàtiques a Reine | Dades climàtiques a Reine | Dades climàtiques a Reine | Dades climàtiques a Reine | Dades climàtiques a Reine | Dades climàtiques a Reine | Dades climàtiques a Reine | Dades climàtiques a Reine | Dades climàtiques a Reine | Dades climàtiques a Reine |
| Mes                                      | gen                       | febr                      | març                      | abr                       | maig                      | juny                      | jul                       | ag                        | set                       | oct                       | nov                       | des                       | anual                     |
| ---------------------------------------- | ------------------------- | ------------------------- | ------------------------- | ------------------------- | ------------------------- | ------------------------- | ------------------------- | ------------------------- | ------------------------- | ------------------------- | ------------------------- | ------------------------- | ------------------------- |
| Mitjana diària °C (°F)                   | −0.3 (31.5)               | −0.5 (31.1)               | 0.2 (32.4)                | 2.2 (36)                  | 6.2 (43.2)                | 9.3 (48.7)                | 11.7 (53.1)               | 11.8 (53.2)               | 8.5 (47.3)                | 5.8 (42.4)                | 2.6 (36.7)                | 0.5 (32.9)                | 4.8 (40.6)                |
| Precipitació mitjana mm (polzades)       | 240 (9.45)                | 207 (8.15)                | 183 (7.2)                 | 145 (5.71)                | 89 (3.5)                  | 93 (3.66)                 | 121 (4.76)                | 140 (5.51)                | 228 (8.98)                | 322 (12.68)               | 244 (9.61)                | 273 (10.75)               | 2.285 (89,96)             |
| Mitjana de dies de precipitació (≥ 1 mm) | 19.6                      | 17.8                      | 16.6                      | 16.2                      | 12.6                      | 11.5                      | 12.8                      | 13.9                      | 19.0                      | 21.3                      | 20.5                      | 21.8                      | 203.6                     |
| Font: Institut Meterològic de Noruega    |                           |                           |                           |                           |                           |                           |                           |                           |                           |                           |                           |                           |                           |

## Residents notables
- Hans Erik Dyvik Husby, music
- Birger Eriksen, comandant de l'Oscarsborg, i responsable de l'enfonsament del Creuer pesat alemany Blücher, el vaixell que es dirigia a Oslo la nit del 8 al 9 d'abril de 1940.

## Galeria d'imatges

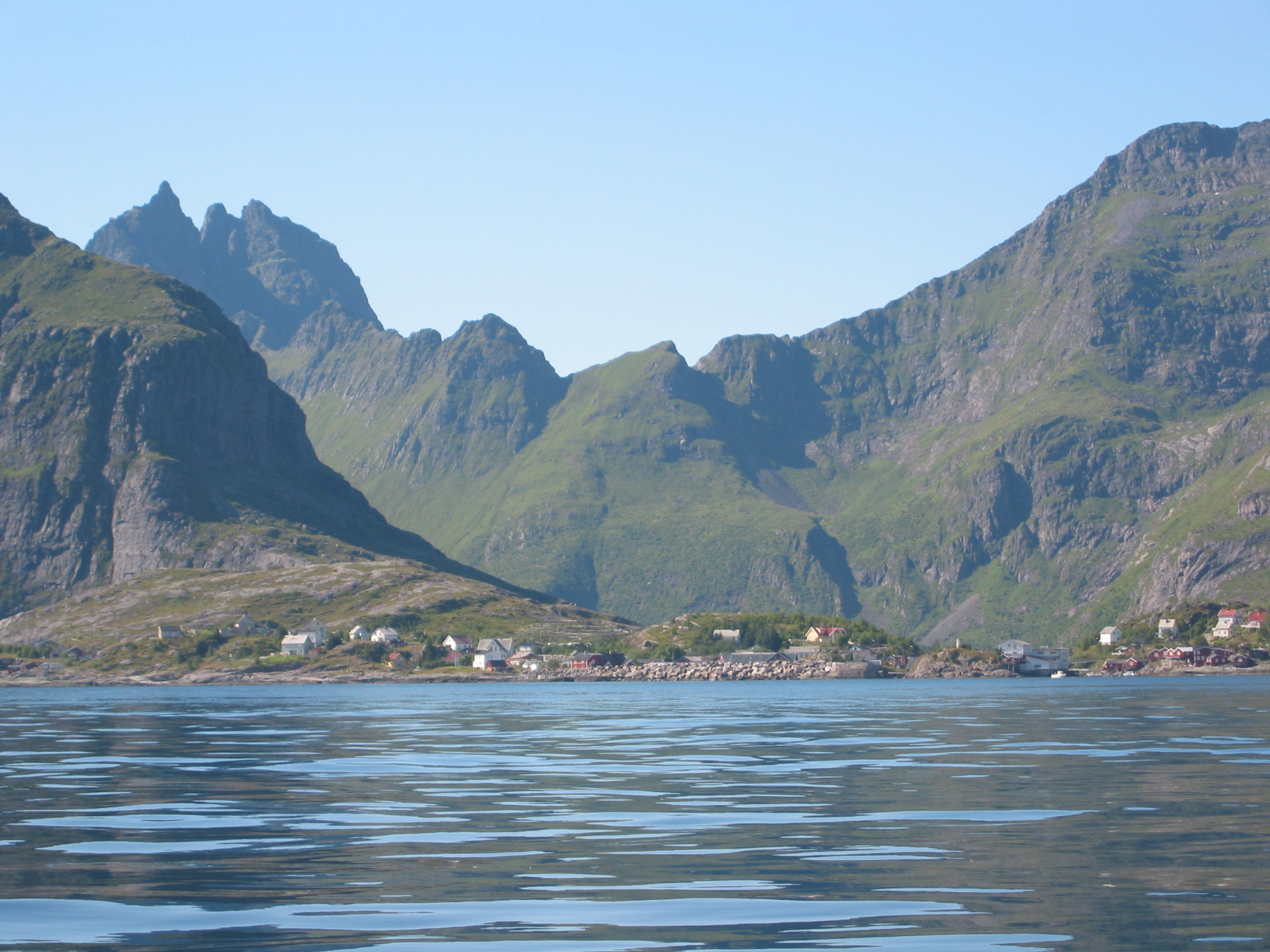
Prop d'Å, Moskenes
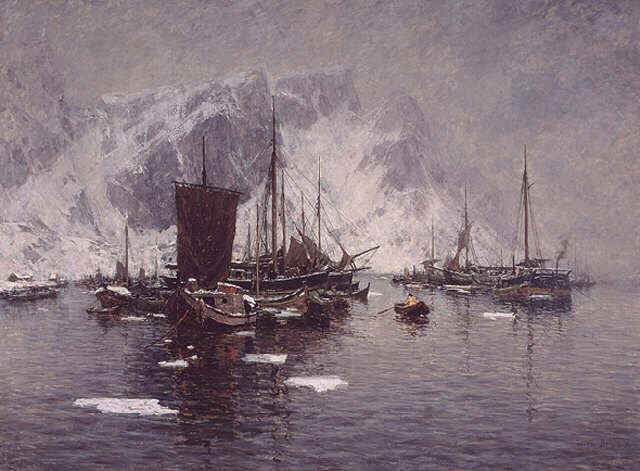
Fiskebåter ved Reine; per Gunnar Berg.
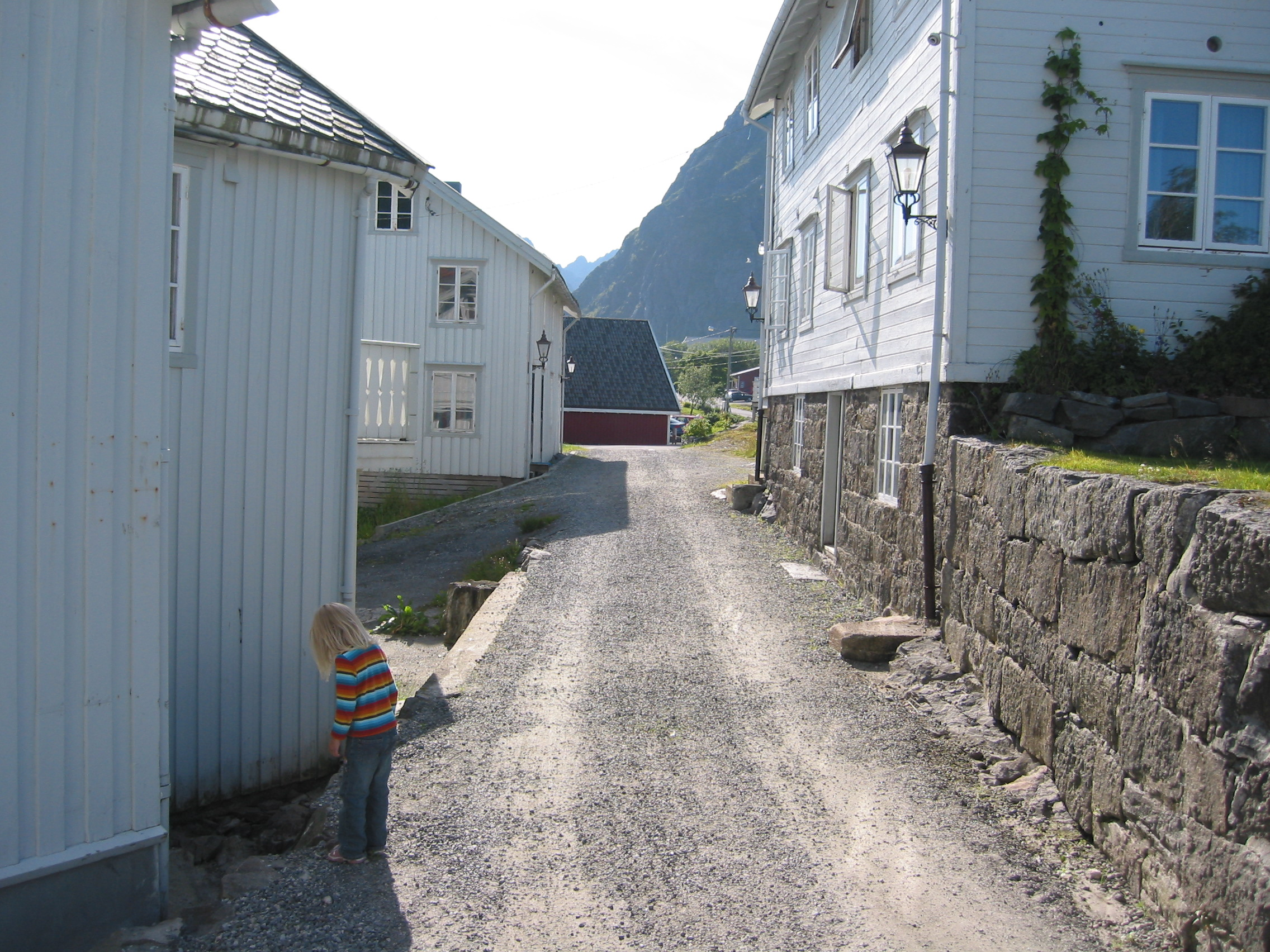
Sørvågen
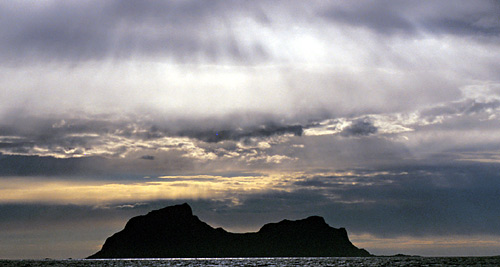
Moskenes a l'oest
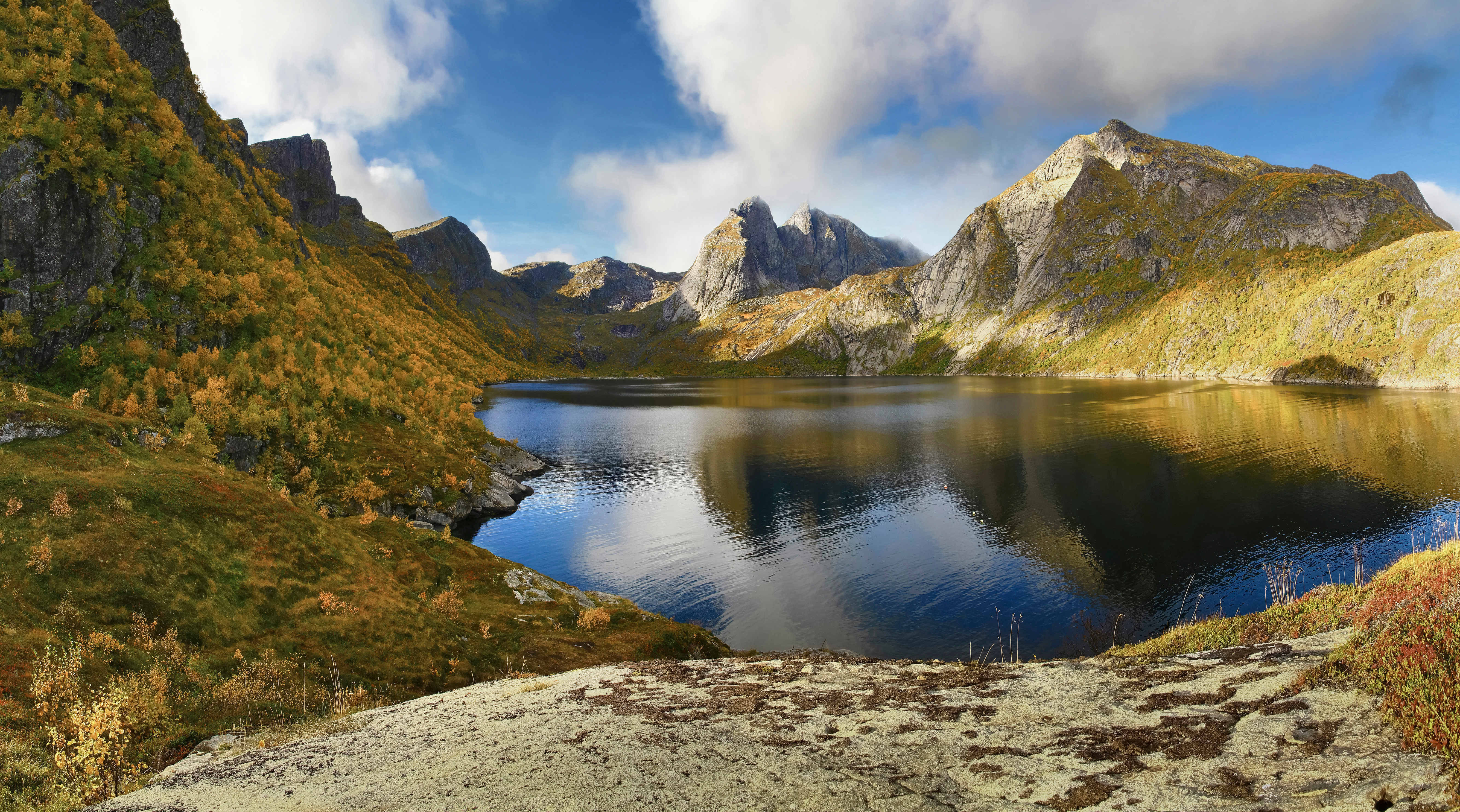
Djupfjorden el setembre del 2010.